# (3309) Brorfelde
(3309) Brorfelde es un asteroide que forma parte del cinturón interior de asteroides y fue descubierto el 28 de enero de 1982 por Kåre S. Jensen desde el Observatorio Brorfelde, cerca de Holbæk, Dinamarca.

## Designación y nombre
Brorfelde fue designado al principio como 1982 BH.
Más tarde, en 1987, se nombró por la localidad danesa de Brorfelde, lugar en donde se encuentra el observatorio desde el que se descubrió este asteroide.

## Características orbitales
Brorfelde orbita a una distancia media del Sol de 1,818 ua, pudiendo alejarse hasta 1,915 ua y acercarse hasta 1,721 ua. Su inclinación orbital es 21,13 grados y la excentricidad 0,05336. Emplea 895,1 días en completar una órbita alrededor del Sol.
Brorfelde pertenece al grupo asteroidal de Hungaria.

## Características físicas
La magnitud absoluta de Brorfelde es 13,6 y el periodo de rotación de 2,504 horas. Está asignado al tipo espectral S de la clasificación SMASSII.